# Aer Lingus
Aer Lingus Limited (рус. Эр Лингус; упрощённое с ирландского языка Aer-Loingeas — «воздушный флот»; ISE: EIL1, LSE: AERL) — ирландская авиакомпания, крупнейший авиаперевозчик Ирландии. На 29,4% принадлежащая Ryanair и на 25,4% — ирландскому правительству. Использует 52 самолета Airbus, в основном семейства A320, а также семейства A330. Обслуживает Европу, Африку и Северную Америку. Вышла из авиационного альянса Oneworld 31 марта 2007 года.

## История
Компания основана в апреле 1936 года с первоначальным капиталом £100 000.

## Флот
В июле 2021 года флот Aer Lingus состоял из 54 самолетов, средний возраст которых 11,8 лет:

## Галерея

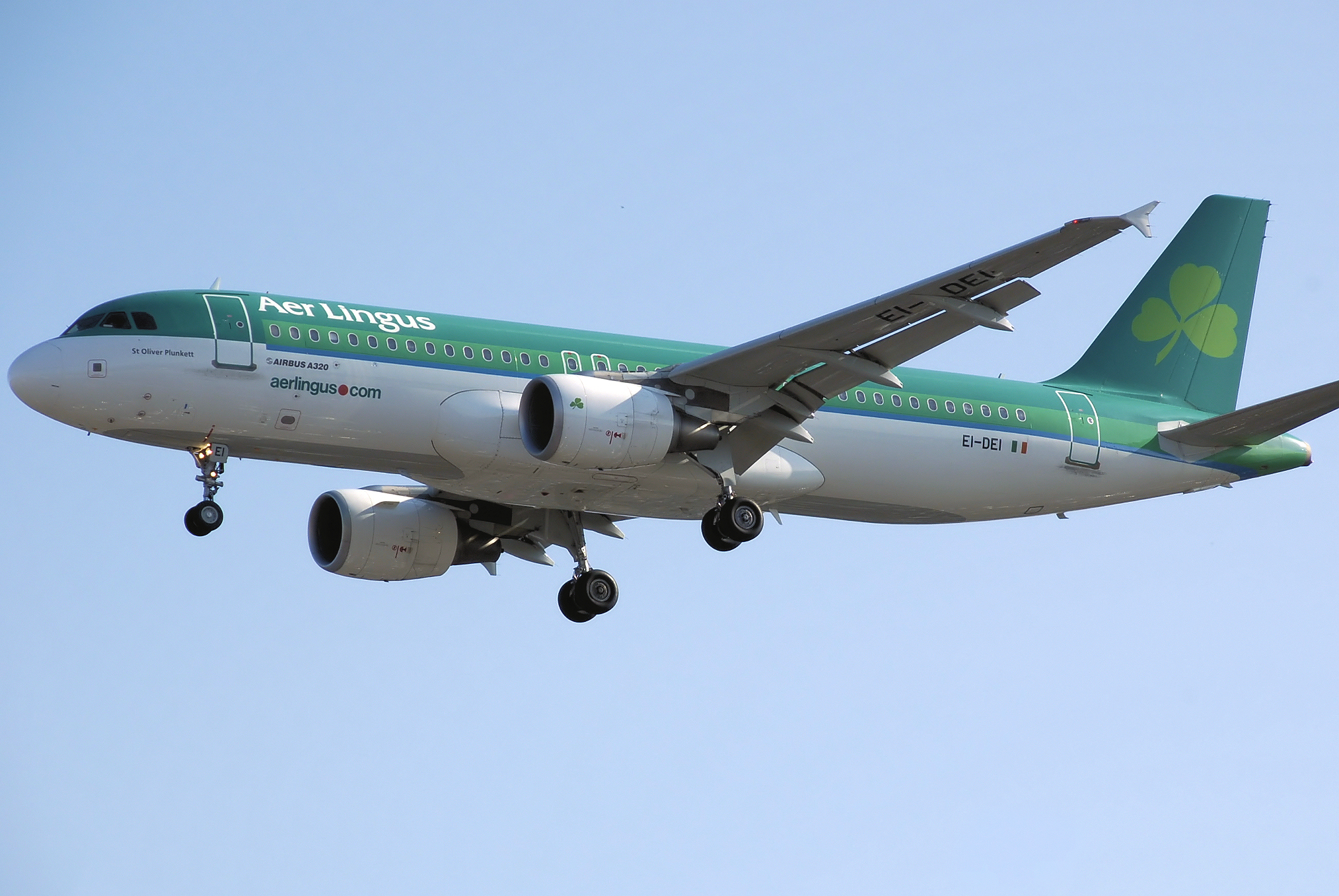
Airbus A320
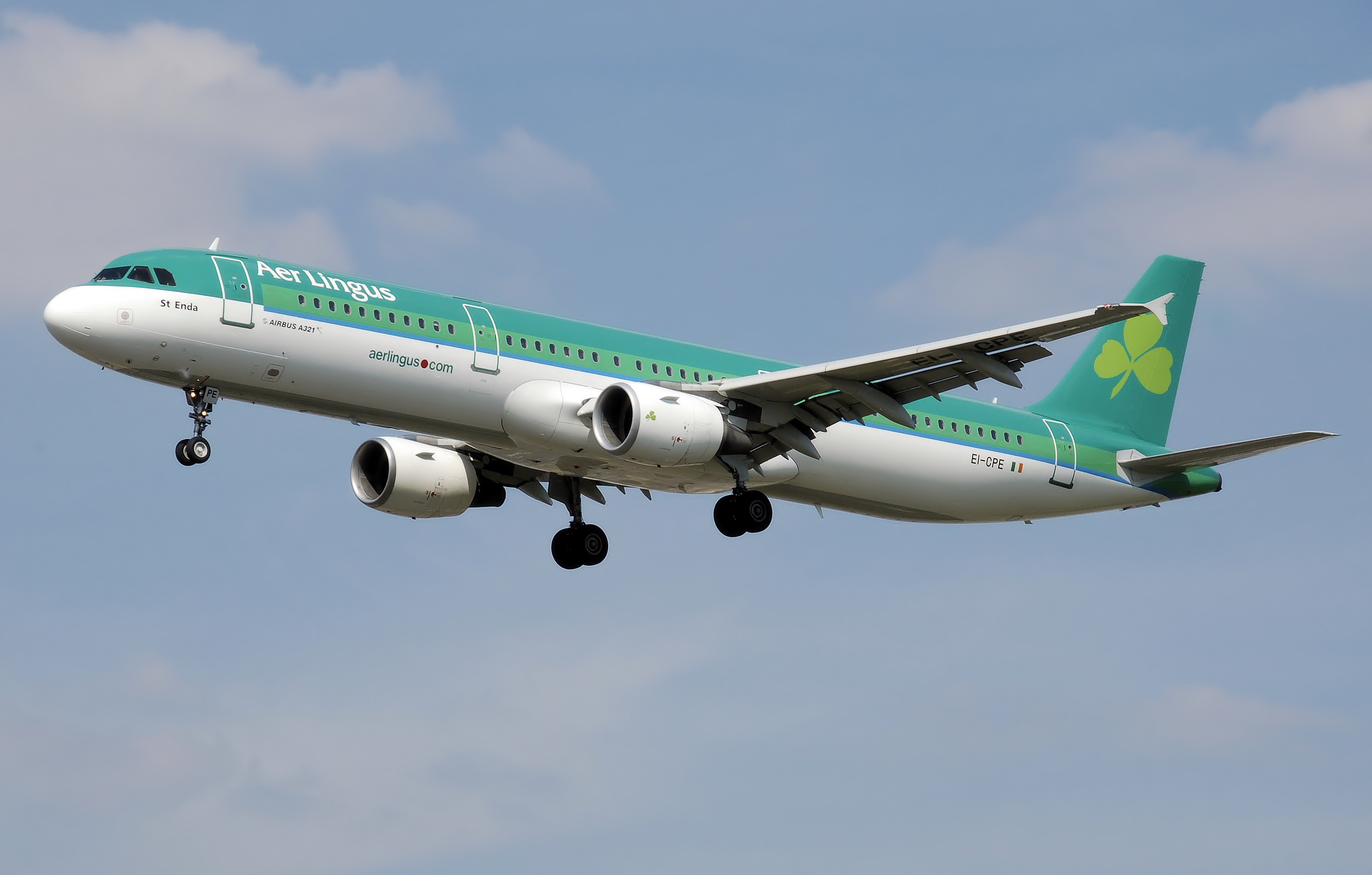
Airbus A321-200, посадка
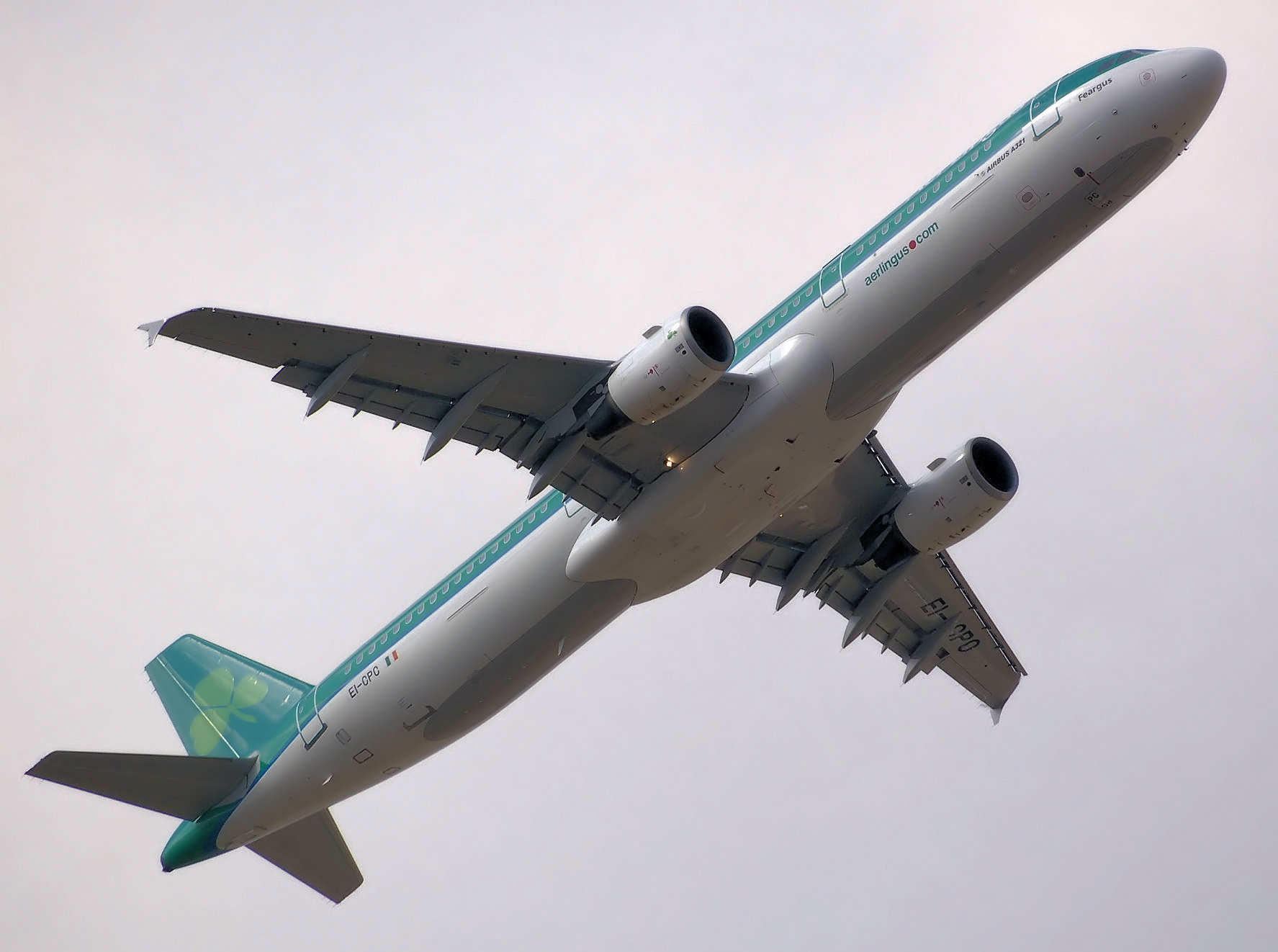
Airbus A321-200, взлёт
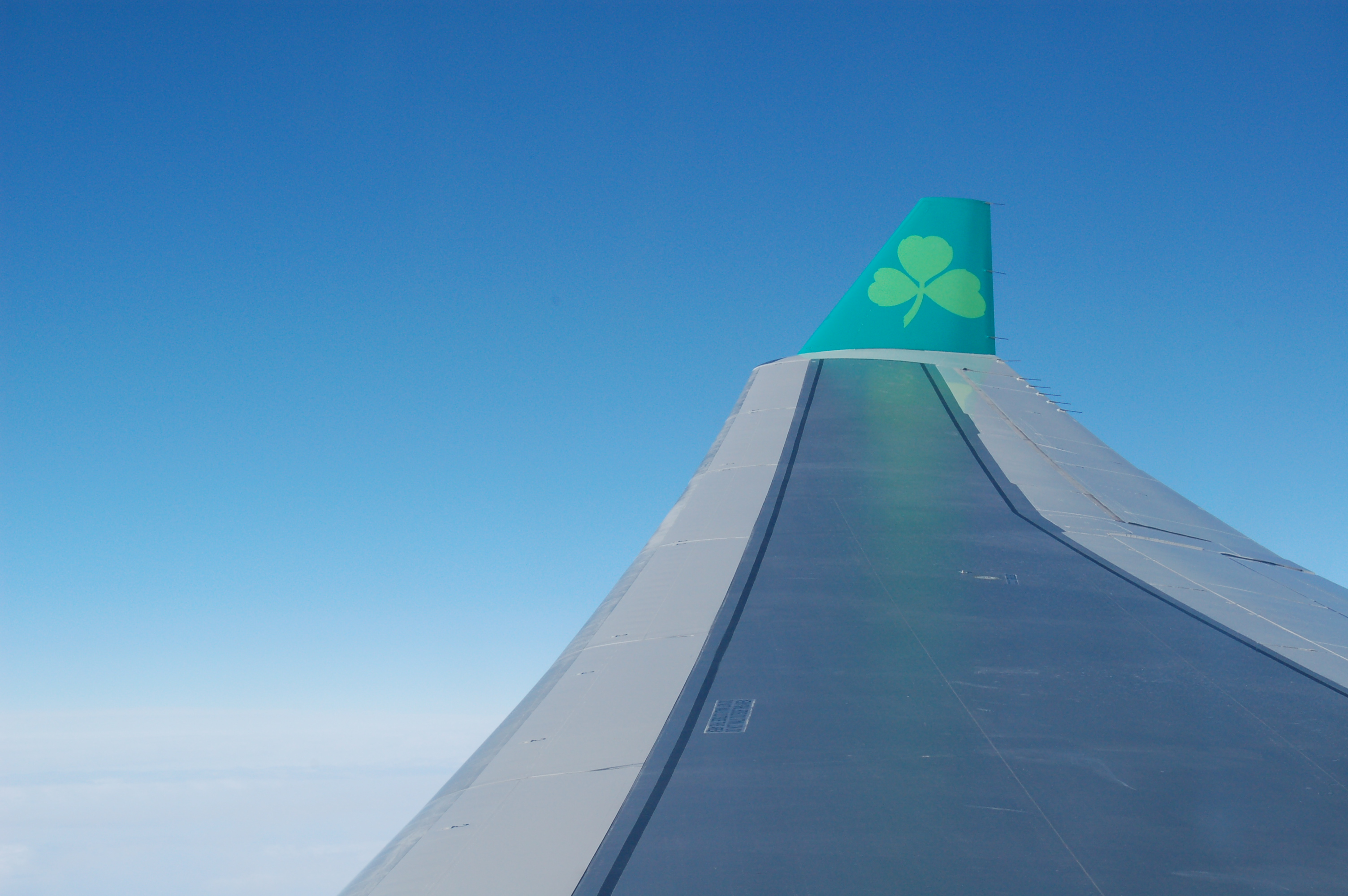
Airbus A330, логотип Aer Lingus на крыле
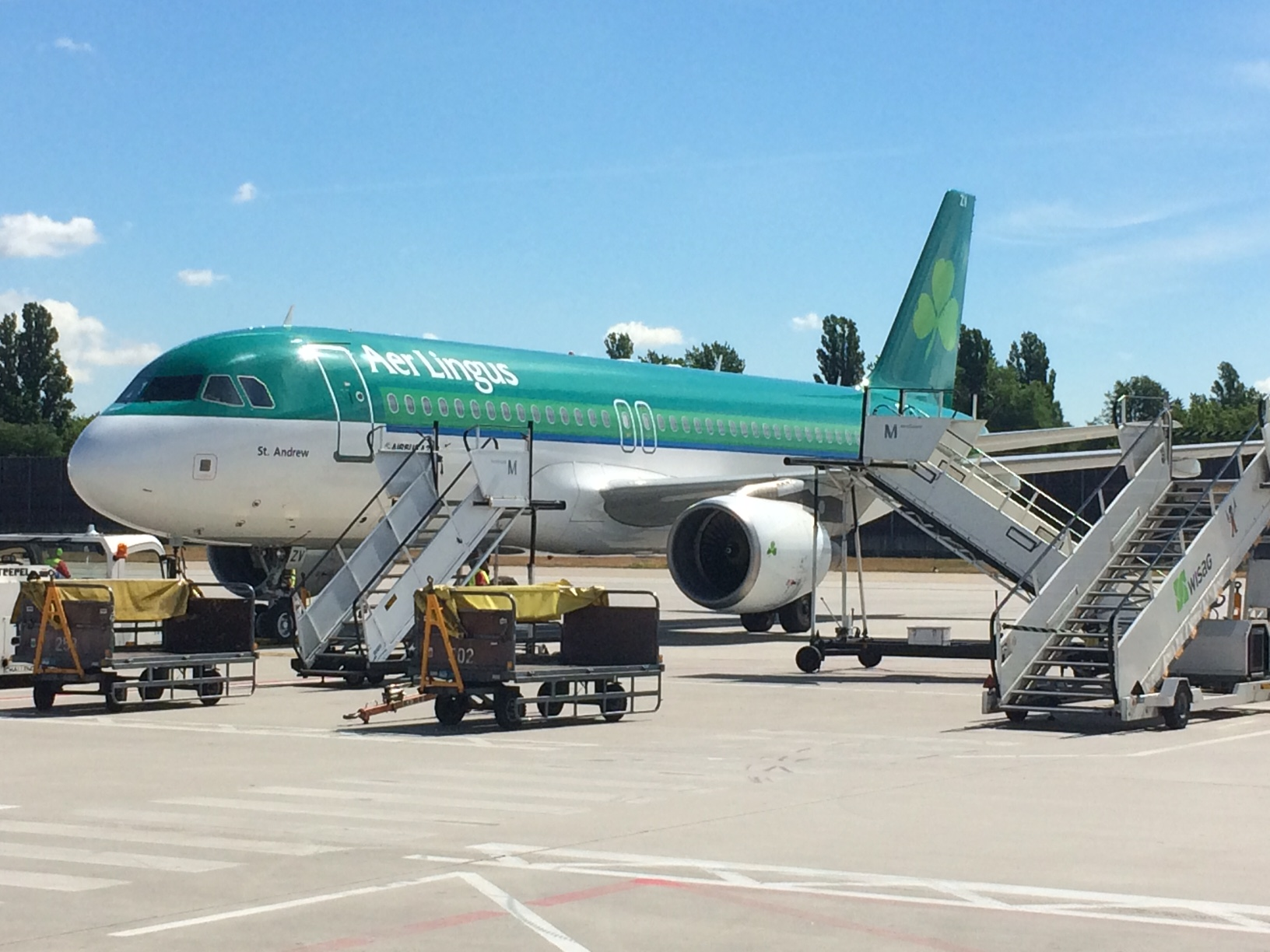
A320-214 в аэропорту Борисполь
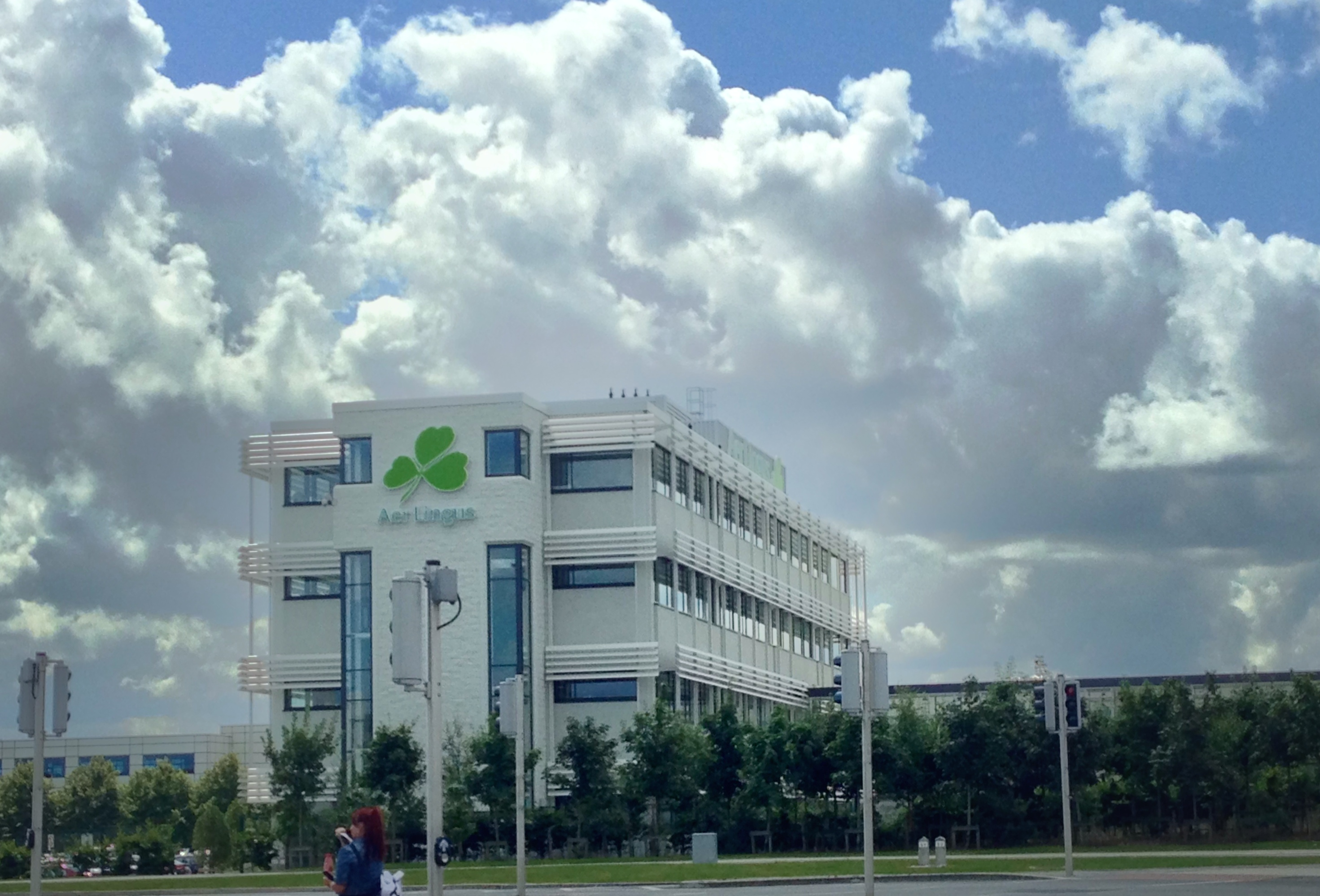
Головной офис Aer Lingus в аэропорту Дублина